# Listă de strâmtori

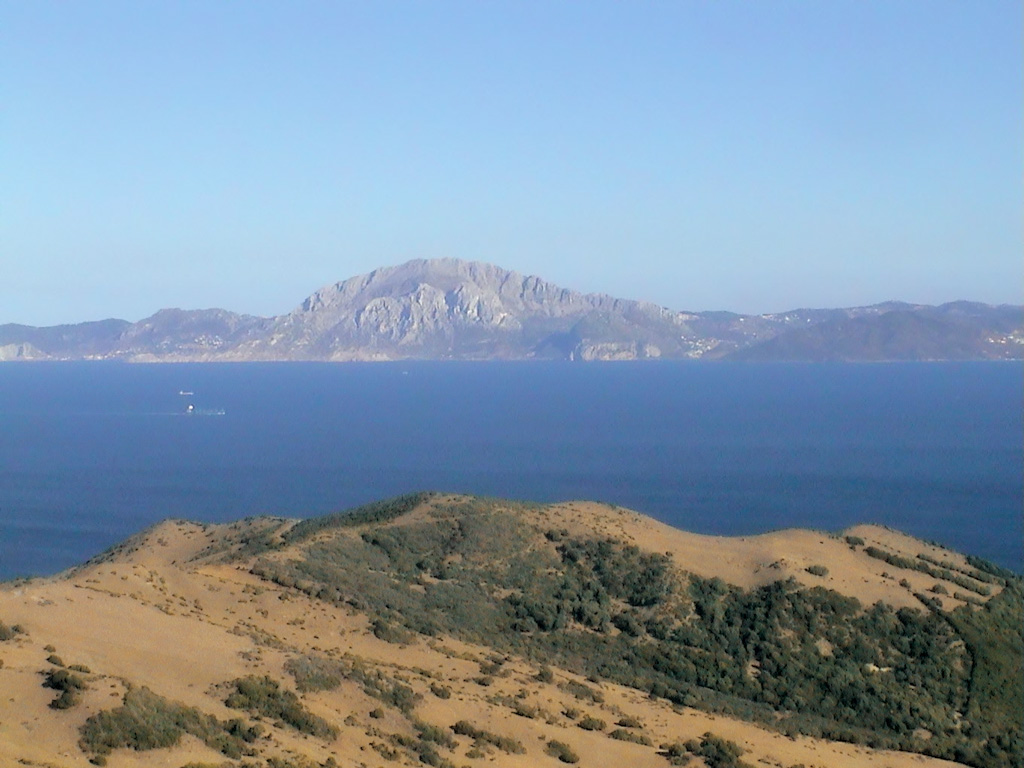
Strâmtoarea Gibraltar, văzută de pe coasta marocană

Strâmtorile mărilor sau oceanelor au fost încă din vechime descoperite ca puncte strategice comerciale și militare, pentru ocuparea lor ducându-se lupte înverșunate.
De exemplu pentru strâmtorile Bosfor și Dardanele (acestea două leagă Marea Neagră prin Marea Marmara cu Marea Mediterană) s-au dus lupte sângeroase, începand cu renumitul Război Troian Mai târziu au urmat războaiele dintre turci și Imperiul Bizantin și războaiele dintre Imperiul Otoman și Veneția. Marile descoperiri geografice au fost determinate, între altele, de blocarea drumului maritim spre est de către Imperiul Otoman care stăpânea aceste strâmtori.
O istorie asemănătoare o are strâmtoarea Gibraltar care este importantă pentru drumurile maritime din Marea Mediterană spre Oceanul Atlantic, aceasta fiind sub steag britanic din anul 1704 când a fost cucerită de la Spania.
Cuprins: Început - 0–9 A B C D E F G H I J K L M N O P Q R S T U V W X Y Z

## A
- Strâmtoarea Agate în Puget Sound
- Strâmtoarea Agattu – între Attu și Agattu (insulele Aleutine)
- Strâmtoarea Akashi între Honshu și Awaji
- Strâmtoarea Alor – între arhipelagul Solor și arhipelagul Alor (insulele Sondele Mici, Indonezia
- Strâmtoarea Amchitka – între insulele Rat și insulele Delarof (insulele Aleutine)
- Strâmtoarea Amukta - între Insulele Andreanof și Insulele Celor Patru Munți (Insulele Aleutine, SUA)
- Strâmtoarea Anegada - între Insulele Virgine și Anguilla, Marea Caraibilor – Oceanul Atlantic
- Arthur Kill – între Staten Island și New Jersey

## B
- Strâmtoarea Bab el Mandeb între Djibouti și Yemen, Marea Roșie - Oceanul Indian (Golful Aden)
- Strâmtoarea Balabac - între Palawan (Filipine) și Borneo
- Strâmtoarea Bali – între insulele Bali și Java (Indonezia)
- Strâmtoarea Bangka - între Sumatra și Bangka
- Strâmtoarea Banks - între insula Cape Barren / insula Clarke și Tasmania (Australia)
- Strâmtoarea Barrow – între insula Cornwallis / insula Devon și insula Prince of Wales / insula Somerset / insula Prince Leopold (Nunavut, Canada)
- Strâmtoarea Bass - între Australia (statul Victoria) și Tasmania
- Canalul Beagle – în arhipelagul Țara de Foc, între insula principală și insulele Navarino, Hoste, Gordon, Londonderry
- Strâmtoarea Belle Isle - între Newfoundland și peninsula Labrador (Canada continentală)
- Beltul Mare - între insulele Funen și Zealand, Danemarca, Marea Baltică - Kattegat
- Beltul Mic - între Funen și Iutlanda, Marea Baltică - Kattegat
- Strâmtoarea Bering - între Alaska și Siberia, Oceanul Pacific – Oceanul Arctic
- Strâmtoarea Bismarck – în Arhipelagul Antarctic
- Raz Blanchard - între insula Alderney și Normandia continentală (Franța).
- Strâmtoarea Bohai – între peninsula Liaodong și peninsula Shandong (China) Golful Bohai – Golful Coreei
- Strâmtoarea Bonifacio - între Corsica și Sardinia, Marea Tireniană - Marea Ionică
- Strâmtoarea Bosfor - între Anatolia și Rumelia, Marea Neagră - Marea Marmara
- Strâmtoarea Bougainville - între insula Bougainville (Papua Noua Guinee) și insula Choiseul (Insulele Solomon)
- Strâmtoarea Bransfield - între Insulele Shetland de Sud și Peninsula Antarctică
- Strâmtoarea Bungo – între Shikoku și Kyushu, Japonia

## C
- Strâmtoarea Cabot – între Newfoundland și Cape Breton (Canada)
- Strâmtoarea Canso - între Cape Breton și peninsula Nova Scotia
- Strâmtoarea Carquinez – între golful San Pablo și golful Suisun (California, SUA)
- Strâmtoarea Cebu - între Bohol și Cebu (Filipine)
- Strâmtoarea Chatham - între Chicagof și Admiralty (Alaska, SUA)
- Strâmtoarea Chios – între insula Chios (Grecia) și Anatolia (Turcia)
- Strâmtoarea Corfu – între insula Corfu și Grecia continentală
- Strâmtoarea Clarence - între Prince of Wales și Alaska continentală
- Strâmtoarea Clarence (Australia) - între insula Melville (Australia) și Australia continentală
- Strâmtoarea Colvos – în Puget Sound
- Strâmtoarea Cook - între Insula de Nord și Insula de Sud a Noii Zeelande
- Strâmtoarea Coreei între Kyushu și Coreea
- Strâmtoarea Calais

## D
- Strâmtoarea Dalco – în Puget Sound
- Strâmtoarea Dampier (Papua Noua Guinee) - între Noua Britanie și insula Umboi
- Strâmtoarea Dampier (Indonezia) - între peninsula Bird's Head și insulele Raja Ampat
- Strâmtoarea Danemarcei - între Groenlanda și Islanda, Oceanul Arctic (prin Marea Groenlandei) – Oceanul Atlantic
- Strâmtorile Daneze – nume colectiv pentru strâmtorile dintre Marea Baltică și Kattegat (Marea Nordului): Beltul Mare, Beltul Mic, Öresund, Fehmarnbelt, Fehmarnsund etc.
- Strâmtoarea Dardanele, între Anatolia și Rumelia, Marea Marmara - Marea Mediterană
- Strâmtoarea Davis între insula Baffin și Groenlanda, Marea Labrador - Golful Baffin, Oceanul Atlantic - Oceanul Arctic
- Strâmtoarea Dease – între insula Victoria și Canada continentală (Teritoriile de Nord-Vest)
- Strâmtoarea Deception – în Puget Sound, între insula Whidbey și insula Fidalgo, Strâmtoarea Juan de Fuca – Golful Skagit
- Strâmtoarea De Long – între insula Vranghel și Siberia continentală, Marea Ciukotsk – Marea Siberiei de Est
- Strâmtoarea Diligent – în arhipelagul Andaman
- Strâmtoarea Dixon – între insula Prince of Wales și insulele Queen Charlotte
- Strâmtoarea Dolphin and Union - între insula Victoria și Canada continentală (Teritoriile de Nord-Vest) (Canada)
- Strâmtoarea Dover sau Pas de Calais – în Canalul Mânecii
- Strâmtoarea Drake - între America de Sud și Antarctica
- Strâmtoarea Duncan – în arhipelagul Andaman (India)

## E
- Strâmtoarea Euripos - între Eubeea și Atica, Marea Egee
- Strâmtoarea East River - între Manhattan, Bronx și Long Island (SUA)

## F
- Strâmtoarea Falkland - între Falkland de Vest și Falkland de Est
- Fehmarnbelt - între Fehmarn și Lolland, Marea Baltică și Kattegat. Un pod uriaș peste Fehmarnbelt e în proiectare, vezi articolul despre Fehmarn.
- Fehmarnsund - între Fehmarn și Wagrien (Germania), Marea Baltică și Kattegat
- Strâmtoarea Floridei - între Florida și Cuba, Golful Mexic – Oceanul Atlantic
- Strâmtoarea Foveaux - între Insula de Sud a Noii Zeelande și insula Stewart
- Strâmtoarea Fram – între Groenlanda și insulele Spitzbergen
- Strâmtoarea Frozen - între insula Southampton și peninsula Melville (Canada)
- Stâmtoarea Fury and Hecla - între insula Baffin și peninsula Melville (Canada)

## G
- Strâmtoarea Gaspar – între insula Belitung și insula Bangka (Indonezia), Marea Java – Marea Chinei de Sud
- Strâmtoarea Georgia - între insula Vancouver și Columbia Britanică
- Strâmtoarea Gerlache - între Arhipelagul Antarctic și Peninsula Antarctică
- Gibraltar între Peninsula Iberică și Africa, Oceanul Atlantic - Marea Mediterană
- Golden Gate - între peninsula San Francisco și peninsula Marin, Oceanul Pacific – Golful San Francisco
- Strâmtoarea Goldsmith – între insula Victoria și insula Stefansson (Canada)
- Strâmtoarea Guadelupa - între Guadelupa și Antigua și Barbuda

## H
- Harlem River - între Manhattan și Bronx (SUA)
- Strâmtoarea Hassel – între insula Ellef Ringnes și insula Amund Ringnes (Canada)
- Strâmtoarea Hecate - între insula Queen Charlotte și Columbia Britanică (Canada)
- Strâmtoarea Homfray – în arhipelagul Andaman (India)
- Strâmtoarea Honguedo - între insula Anticosti și peninsula Gaspé (Quebec, Canada)
- Strâmtoarea Hōyo – zona cea mai îngustă a Canalului Bungo (Japonia)
- Strâmtoarea Hudson - între insula Baffin și Québec

## I
- Strâmtoarea Icy – între insula Chicagof și Alaska continentală
- Strâmtoarea Investigator - între insula Kangaroo și peninsula Yorke din Australia continentală
- Strâmtoarea Irbe – între insula Saaremaa (Estonia) și peninsula Curlanda (Letonia), Golful Riga – Marea Baltică
- Strâmtoarea Itaca – între insula Cefalonia și insula Itaca (Grecia), în Marea Ionică

## J
- Strâmtoarea Johore între Peninsula Malacca și Singapore
- Strâmtoarea Jones – între insula Devon și insula Ellesmere (Canada)
- Strâmtoarea Juan de Fuca, Oceanul Pacific - Vancouver Island (Canada)

## K
- Strâmtoarea Kalmar - între Öland și Suedia
- Strâmtoarea Kanmon (numită și Strâmtoarea Shimonoseki) - între Honshu și Kyushu
- Strâmtoarea Kara – între Novaia Zemlia și insula Vaigaci
- Strâmtoarea Karimata - între Sumatra și Borneo
- Kattegat - între Iutlanda (Danemarca) și Suedia, Skagerrak (Marea Nordului) – Marea Baltică
- Strâmtoarea Kerci, între peninsula Crimeea și peninsula Taman, Marea Neagră - Marea Azov
- Strâmtoarea Kii – între Honshu și Shikoku (Japonia), Marea Interioară a Japoniei – Oceanul Pacific
- Kill Van Kull - între insula Staten și New Jersey

## L
- Strâmtoarea Lancaster – între insula Devon și insula Baffin (Canada)
- Strâmtoarea La Pérouse - între Sahalin și Hokkaidō
- Strâmtoarea Laptev – între insulele Liahovski și Rusia continentală, Marea Laptev – Marea Siberiei de Est
- Strâmtoarea Le Maire - între Țara de Foc și insula Statelor
- Limfjord – între Iutlanda și Insula Nord-Iutlandică (Danemarca), Kattegat – Marea Nordului
- Strâmtoarea Lombok - între Bali și Lombok, Oceanul Indian - Marea Java
- Strâmtoarea Luzon - între Taiwan și Luzon

## M
- Strâmtoarea Macassar - între Borneo și Sulawesi
- Strâmtoarea Mackinac – între Peninsula Superioară și Peninsula Inferioară din Michigan (SUA), Lacul Michigan – Lacul Huron
- Strâmtoarea Madura - între Java și Madura (Indonezia)
- Strâmtoarea Magellan - între Patagonia și Țara de Foc, Oceanul Atlantic – Oceanul Pacific
- Strâmtoarea Malacca - între Sumatra și Peninsula Malacca, Oceanul Indian - Oceanul Pacific
- Strâmtoarea Manipa – între insula Ceram și insula Buru (Indonezia)
- Strâmtoarea Martinica - între Dominica și Martinica
- Strâmtoarea Matocikin - între insula Severni și insula Iujni (Novaia Zemlia, Rusia)
- Canalul Mânecii - între Marea Britanie și Franța, Marea Nordului - Oceanul Atlantic
- Strâmtoarea McClure – între insula Melville / insula Prince Patrick / insula Eglinton și insula Banks (Canada)
- Strâmtoarea Menai - între insula Anglesey și Țara Galilor
- Strâmtoarea Mentawai - între Sumatra și insulele Mentawai, Indonezia
- Strâmtoarea Messina - între Calabria și Sicilia, Marea Tireniană - Marea Ionică
- Strâmtoarea Minch - între insulele Hebride și Scoția (Regatul Unit)
- Strâmtoarea Micul Minch - între insulele Hebride exterioare și insula Skye (Regatul Unit)
- Strâmtoarea Mindoro - între Mindoro șiPalawan (Filipine)
- Strâmtoarea Mona - între Hispaniola și Puerto Rico
- Canalul Mozambic - între Mozambic și Madagascar
- Canalul Murray – în arhipelagul Țara de Foc, între insula Hoste și insula Navarino (Chile)
- Strâmtoarea Myeongnyang - între insula Jindo și peninsula Coreea

## N
- Strâmtoarea Nares între Groenlanda și Insula Ellesmere, Golful Baffin - Marea Lincoln; pe parcurs este numită Canalul Kennedy respectiv Canalul Robeson, Oceanul Atlantic - Oceanul Arctic
- The Narrows - între insula Staten și Long Island (Brooklyn) (SUA)
- Strâmtoarea Naruto între Shikoku și Awaji (Japonia).
- Strâmtoarea Nemuro – între Hokkaido (Japonia) și insula Kunașir (insulele Kurile, Rusia)
- North Channel - între Irlanda de Nord și Scoția
- Strâmtoarea Northumberland - între Prince Edward Island și Canada continentală (New Brunswick/Nova Scotia)

## O
- Strâmtoarea Ombai – între arhipelagul Alor și insula Wetar (Indonezia)
- Öresund - între Zealand Danemarca și Skåne Suedia, Marea Baltică - Kattegat
- Strâmtoarea Ormuz - între Iran și Oman, Marea Arabiei - Golful Persic
- Strâmtoarea Otranto - între Apulia și Albania, Marea Adriatică - Marea Ionică

## P
- Strâmtoarea Palk - între India și Sri Lanka
- Canalul Panama - între America de Nord și America de Sud
- Strâmtoarea Pemba – între insula Pemba (Tanzania) și Africa, Oceanul Indian
- Strâmtoarea Peril – între insula Chicagof și insula Baranof (Alaska, SUA)
- Pertuis d'Antioche - între insula Ré și insula Oléron (Franța)
- Strâmtoarea Pickering – în Puget Sound (SUA)
- Strâmtoarea Pollilo - între Luzon și insula Pollilo (Filipine)
- Port Washington Narrows – în Puget Sound (SUA)
- Strâmtoarea Prince of Wales – între insula Banks și insula Victoria (Canada)
- Pasajul de nord-vest – în nordul Americii de Nord

## Q
- Strâmtoarea Qiongzhou – între Hainan și Guangdong (China) (hawaii)

## R
- Strâmtoarea Rae – între insula King William și peninsula Boothia (Canada)
- Strâmtoarea Rich – în Puget Sound (SUA)
- Strâmtoarea Rion – între Peloponez și Grecia continentală, Golful Corint – Golful Patras

## S
- Strâmtoarea Samalga - între Insulele Celor Patru Munți și Insulele Fox (Insulele Aleutine, SUA)
- Strâmtoarea San Bernardino - între Luzon și Samar (Filipine)
- Strâmtoarea San Juanico - între Samar și Leyte (Filipine)
- Strâmtoarea San Luis – între insula Galveston și Texas (SUA)
- Strâmtoarea Sannikov – între insulele Anju și insulele Liahovski, Rusia, Marea Laptev - Marea Siberiei de Est
- Strâmtoarea Shelikof - între insula Kodiak și Alaska continentală (SUA)
- Strâmtoarea Siciliei - între Sicilia și Africa
- Strâmtoarea Singapore - între Singapore și Sumatra
- Skagerrak - între Iutlanda (Danemarca) și Norvegia / Suedia, Marea Nordului – Kattegat
- Strelasund - între Stralsund și insula Rügen, Marea Baltică și Kattegat
- Suðuroyarfjørður - între Suðuroy și celelalte insule Färöer, Oceanul Atlantic - Marea Norvegiei
- Strâmtoarea Sumba - între Flores și Sumba, Indonezia
- Strâmtoarea Sunda - între Sumatra și Java (Indonezia)
- Strâmtoarea Surigao - între Leyte și Mindanao (Filipine)
- Canalul Suez - între Port Said și Golful Suez

## T
- Strâmtoarea Tablas - între Mindoro și Panay (Filipine)
- Tacoma Narrows – în Puget Sound (SUA)
- Strâmtoarea Tanaga - între insulele Delarof
- Strâmtoarea Taiwan - între Taiwan și China
- Strâmtoarea Tanon - între insula Negros și Cebu (Filipine)
- Strâmtoarea Tătară între Sahalin și regiunea Amur, Marea Japoniei - Oceanul Pacific
- Strâmtoarea Tiran - între peninsula Sinai și peninsula Arabică
- Strâmtoarea Torres - între Noua Guinee și Australia de Nord
- Strâmtoarea Tsugaru - între Hokkaidō și Honshū
- Strâmtoarea Tsushima – între insula Iki și peninsula Coreeană
- Strâmtoarea Tunisiei - între Tunisia și Sicilia, Marea Tireniană - Marea Ionică

## U
- Strâmtoarea Umnak – între insula Unalaska și insula Umnak (insulele Aleutine, SUA)

## V
- Strâmtoarea Vitiaz - între Noua Guinee și Long Island
- Strâmtoarea Victoria - între insula Victoria și insula King William (Canada)
- Strâmtoarea Vilkitski – între Severnaia Zemlia și peninsula Taimâr, Marea Kara – Marea Laptev

## W
- Strâmtoarea Wetar – între Timor și insula Wetar din Indonezia
- Strâmtoarea Windward - între Cuba și Hispaniola

## Y
- Canalul Yucatan - între Mexic și Cuba

## Z
- Strâmtoarea Zanzibar – între Zanzibar și Africa